# Hellingbos

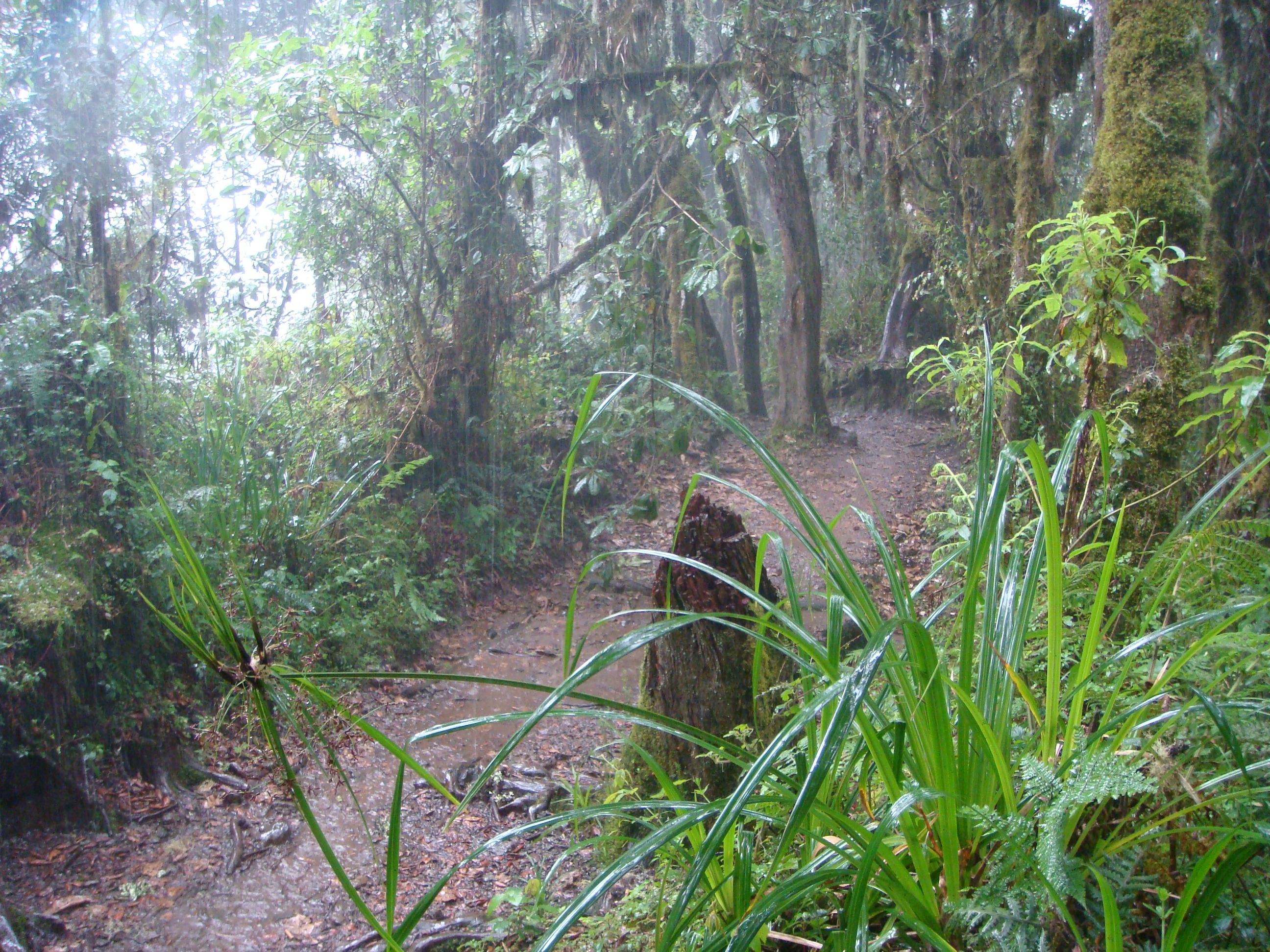
Een hellingbos op de Kilimanjaro

Een hellingbos is een uiterlijke verschijningsvorm van een bos op de helling van een berg of een heuvel.
Een voorbeeld van een hellingbos is het Hellingbos in Simpelveld.

## Standplaatsprocessen
Een hellingbos kenmerkt zich door het optreden van erosie en de invloed daarvan op de vegetatie. Door uitspoeling ontstaat in een hellingbos vaak een verschil in samenstelling van de bodem tussen hoger en lager gelegen gedeelten. De lager gelegen bossen zijn vaak beduidend voedselrijker, omdat zich daar het uitgespoelde sediment ophoopt. Dat komt tot uiting in de vegetatie. Vaak treft men in de lagere regionen van een hellingbos planten aan die typisch zijn voor voedselrijke bodems. Op de hogere regionen van het hellingbos groeien dan bostypen die kenmerkend zijn voor voedselarme, schrale gronden.